# .cs
.cs (Czechoslovakia) foi por vários anos o código TLD (ccTLD) na Internet para a Checoslováquia. No entanto, o país se dividiu em República Checa e Eslováquia em 1993, e logo receberam seus próprios ccTLDs: .cz e .sk respectivamente. O uso de .cs foi gradualmente desfasado, e o ccTLD foi descontinuado por volta de janeiro de 1995.
.cs foi o domínio de topo de maior uso dos que já foram apagados. As estatísticas do Centro de Coordenação de Redes (RIPE) mostram que em junho de 1994, após numerosas conversões para .cz e .sk, .cs ainda tinha mais de 2.300 usuários. Comparativamente, outros ccTLDs descontinuados (.nato e .zr) possivelmente nunca alcançaram tais números.
Em julho de 2003, CS se tornou o código ISO 3166-1 de Sérvia e Montenegro (Srbija i Crna Gora em Sérvio) até 2006, quando o país se dividiu e os ccTLDs .rs e .me foram criados. Porém, durante sua existência, Sérvia e Montenegro usou o domínio .yu, da Iugoslávia, ao invés de .cs.